# Taniwazaur
Taniwazaur (Taniwhasaurus) – rodzaj wymarłego mięsożernego mozazaura, zamieszkującego Nową Zelandię, Japonię i Antarktydę. Był spokrewniony z tylozaurem i hajnozaurem.

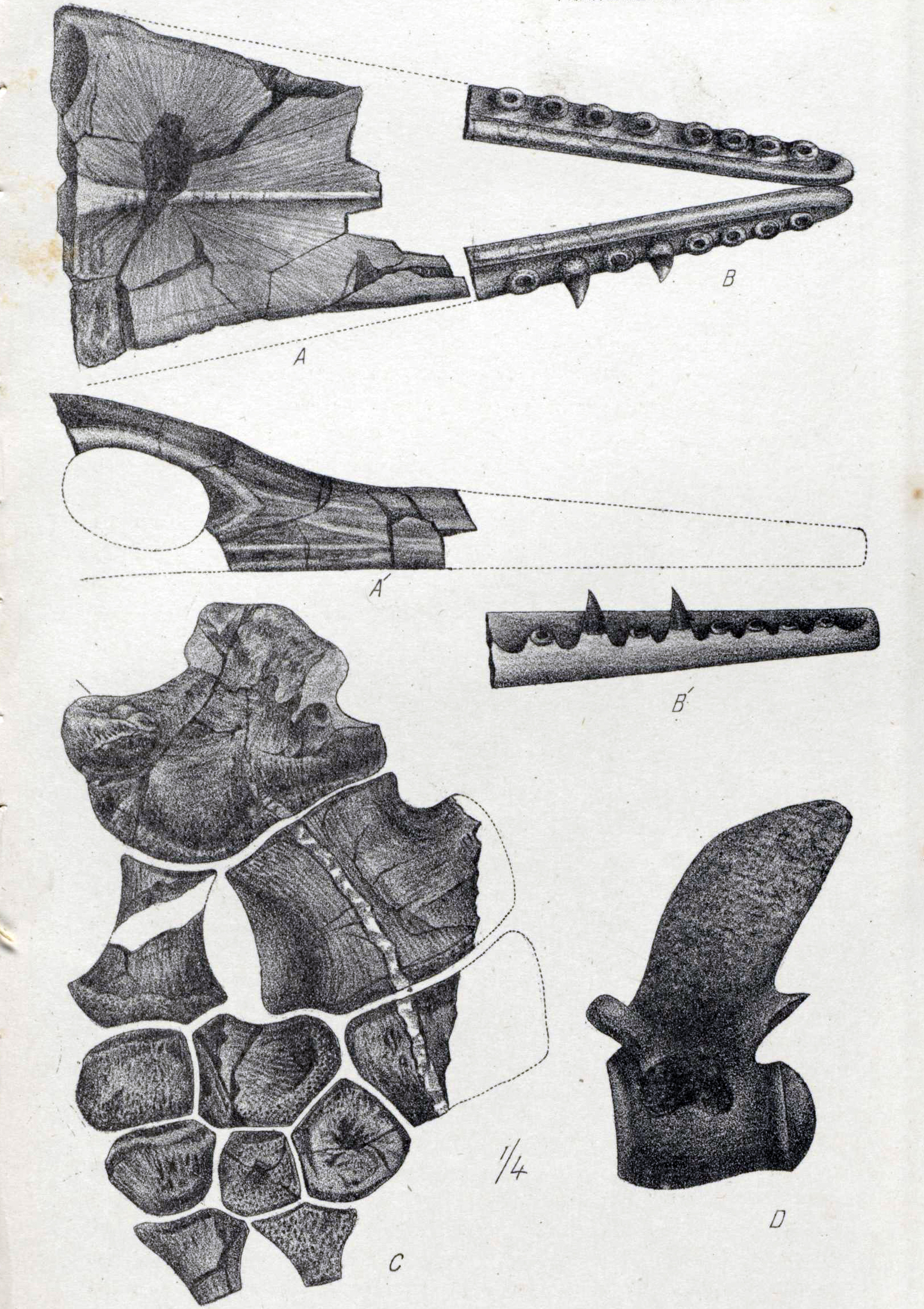
Czaszka i szczęka Taniwhasaurus oweni

Caldwell et al. (2008) odkrył, że lakumazaur jest młodszym synonimem taniwazaura.
W 1977 Obata i Muramoto odkryli T. mikasaensis nadając mu nazwę Jezozaur (ang. Yezosaurus) ale gatunek pozostał nieopisany do 2008, kiedy zrobił to M.W. Caldwell (ze współpracownikami) pod nazwą T. mikasaensis. Z tego powodu nazwa Jezozaur funkcjonuje jako nomen nudum.
Etymologia nazwy rodzajowej: w maoryskiej mitologii Taniwha był duchem lub strażnikiem zamieszkującym wodę; gr. σαυρος sauros „jaszczurka”.